# Kneza Višeslava
La rue Kneza Višeslava (en serbe cyrillique : Кнеза Вишеслава) est une rue de Belgrade, la capitale de la Serbie, située dans la municipalité urbaine de Čukarica.
Le nom de la rue est un hommage au prince Višeslav, membre de la dynastie des Vlastimirović et qui a régné sur la Serbie de 768 à 814.

## Parcours
La rue Kneza Višeslava naît au croisement de la rue Požeška et de la rue Zrmanjska dont elle constitue le prolongement. Elle s'oriente vers le sud, laisse sur sa droite les rues Bore Markovića et Ičkova puis les rues Čede Minderovića (sur sa gauche), Kapetana Popovića, Gruje Miškovića et Osogovska (sur sa droite). En continuant vers le sud, elle croise les rues Radovana Dragovića (à gauche), Dušana Brankovića, Petra Martinovića et Žarka Vukotića Pucara (à droite) puis les rues Pionirska (à gauche) et Majdanpečka (à droite). La rue incurve ensuite son parcours un peu plus en direction de l'est et passe les rues Žarkovačka, Žumberačka, Blagoja Parovića (à droite) et, en appuyant vers l'est, elle retrouve la rue Pionirska puis se relie par un échangeur à la rue Luke Vukalovića (à gauche). Elle se dirige ensuite vers le sud-sud-ouest et croise la rue Miloja Zakića, Ilije Stojadinovića (à gauche), se raccorde par un échangeur à la rue Luke Vojvodića et se termine au croisement de la rue Pilota Mihaila Petrovića et de la rue Patrijarha Joanikija qui en est le prolongement. Sur la plus grande partie de son parcours, elle longe la forêt-parc de Košutnjak.

## Monument
Dans la partie nord-ouest de la forêt-parc de Košutnjak se trouve un monument érigé en l'honneur des combattants serbes morts en 1915 pour défendre Belgrade.

## Culte
L'église Saint-Luc se trouve dans la rue.

## Éducation et science
Au n° 15 de la rue est installée l'école élémentaire Banović Strahinja, fondée en 1964,. Le lycée Ruđer Bošković, un établissement privé, a ouvert ses portes au n° 17 en 2003. L'École supérieure d'hôtellerie (Visoka hotelijerska škola), fondée en 1974, est située au n° 70.
Au n° 1 se trouve la Faculté de sylviculture de l'université de Belgrade, dont l'origine remonte à 1919. L'Institut hydro-météorologique de Serbie (en serbe : Republički hidrometeorološki zavod Srbije ; en abrégé : RHMZ) est situé au n° 66.

## Sport et santé
Le Centre sportif de Košutnjak (Sportski centar Košutnjak) est installé au n° 72, ainsi que le Centre sportif pour les enfants de classes maternelles (Dečiji vrtić Sportski centar),. La rue abrite également plusieurs courts de tennis. Au n° 134 se trouve une salle de gymnastique Mozzart Gym.
Une pharmacie du réseau Oaza zdravlja est établie au n° 69. Une pharmacie de la chaîne Lilly drogerie est ouverte au n° 120.

## Économie
L'hôtel Trim, qui fait partie du complexe de la Faculté d'éducation physique et sportive de l'université de Belgrade, est situé au n° 72.
Parmi les enseignes représentées dans la rue, on peut citer, au n° 63, une boutique de sous-vêtements B Underwear et, à la même adresse, un Costa Coffee ainsi qu'une boutique de vêtements, d'accessoires et de jeux pour les bébés Enci Menci. Un restaurant rapide McDonald's fonctionne au n° 45.

## Média
La station S Radio a son siège au n° 72.

## Transports
La rue est desservie par plusieurs lignes de bus de la société GSP Beograd, soit les lignes 23 (Karaburma II – Vidikovac), 37 (Gare de Pančevački most – Kneževac), 49 (Banovo brdo – Pere Velimirovića), 50 (Ustanička – Banovo brdo), 53 (Zeleni venac – Vidikovac), 89 (Vidikovac – Čukarička padina – Novi Beograd Blok 61) et ADA1 (Trg republike - Vidikovac) ; les lignes de tramway 12 (Omladinski stadion - Tašmajdan - Banovo brdo) et 13 (Blok 45 – Banovo brdo) passent également dans la rue.